# 医大二院駅 (ハルビン市)
医大二院駅（いだいにいんえき、簡体字中国語:医大二院站）は、中華人民共和国黒龍江省哈爾濱市南崗区にある駅。

## 利用可能な鉄道路線
- ハルビン地下鉄
  - ハルビン地下鉄1号線
  - ハルビン地下鉄3号線

## 駅周辺
- 哈爾濱医科大学附属第二医院

## 歴史
- 2013年9月26日：1号線が開業[1]。
- 2017年1月26日：3号線が開業。